# Demi Isaac Oviawe
Demi Isaac Oviawe (* 2. November 2000 in Benin City) ist eine irische Schauspielerin.

## Biografie
Oviawe wurde 2000 in Benin City geboren und zog im Alter von zwei Jahren gemeinsam mit ihrer Familie nach Irland. Ihre beiden Eltern starben später an Krebs. Danach lebte sie zusammen mit vier jüngeren Brüdern bei ihrem Onkel.
Bekannt wurde sie durch ihre Rolle als Linda Walsh in der Comedyserie The Young Offenders. Neben der Schauspielerei nahm sie 2019 an der Sendung an der irischen Ausgabe von Dancing with the Stars teil. 2022 war sie außerdem in dem Film The School for Good and Evil zu sehen.

## Filmografie
Filme
- 2020: To All My Darlings
- 2022: The School for Good and Evil

Serien
- 2018–2020: The Young Offenders
- 2022: Holding

Sendungen
- 2019: Dancing with the Stars
- 2022: The Restaurant